# US Open-mesterskabet i damesingle
Damesinglemesterskabet ved US Open i tennis er en turnering, der spilles en gang årligt som en del af US Open, og kampene afvikles på hardcourt på USTA Billie Jean King National Tennis Center i Flushing Meadows, Queens, New York City. Turneringen er blevet spillet hvert år siden 1887 – de første mange år til og med 1967 under navnet US National Championships, hvor mesterskabet var forbeholdt amatører. Siden 1968 har turneringen været åben, så både professionelle og amatører kan deltage. Siden 1925 har mesterskabet haft status som grand slam-turnering.
US Open bliver spillet over to uger i slutningen af august og begyndelsen af september og har siden 1987 været placeret som sæsonens sidste grand slam-turnering. Turneringen er tidligere blevet spillet i Philadelphia Cricket Club i Philadelphia (1887–1920) og West Side Tennis Club i Forest Hills, New York City (1921–1977), inden den i 1978 blev flyttet til dens nuværende placering. Mesterskabet bliver arrangeret af United States Tennis Association.
Vinderen af mesterskabet modtager en kopi i fuld størrelse af trofæet med sit navn indgraveret. I 2018 modtog vinderen endvidere en præmiecheck på $ 3.800.000, og den samlede præmiesum for damesinglerækken var på knap $ 22.000.000.

## Historie
Retningslinjerne for afviklingen af US Opens damesinglemesterskab har udviklet sig gennem tiden. Fra 1888 til 1918 var den forsvarende mester direkte kvalificeret til den afgørende kamp om mesterskabet, den såkaldte "udfordringsrunde", det efterfølgende år. De resterende deltagere spillede derfor først i den såkaldte "all comers-turnering" om retten til at møde den forsvarende mester i udfordringsrunden. I otte tilfælde blev vinderen af all comers-turneringen kåret som ny mester, fordi den forsvarende mester ikke stillede op i udfordringsrunden: 1893, 1899, 1900, 1905, 1906, 1907, 1912 og 1915. Systemet med udfordringsrunden blev afskaffet i forbindelse med mesterskabet i 1919.
Siden begyndelsen i 1887 er alle kampe blevet spillet bedst af tre sæt, bortset fra en periode fra 1891 til 1893, hvor udfordringsrunden blev spillet bedst af fem sæt, og perioden 1894-1901, hvor både udfordringsrunden og all comers-finalen blev spillet bedst af fem sæt. Tiebreak-afgørelse i alle sæt blev indført i 1970, i første omgang i formatet bedst af ni point, hvilket i 1975 blev justeret til et nyt tiebreak-format, hvor der blev spillet først til 7 point. US Open var i mange år den eneste af grand slam-turneringerne, der opererede med tiebreak i tredje sæt, hvilket to gange har været i brug i damesinglefinaler: i 1981 og 1985. I 2022 indførte de fire grand slam-turneringer et fælles kampformat med en tiebreak til 10 point ved stillingen 6-6 i tredje sæt.
Banernes underlag er skiftet to gange. Oprindeligt, fra 1887 til 1974, blev mesterskabet spillet på græsbaner, men i de tre år fra 1975 til 1977 blev der spillet på grusbaner af typen Har-Tru. Endelig skiftede man til den nuværende hardcourt i 1978 i forbindelse med flytningen til USTA National Tennis Center. Ingen spillere har vundet damesinglemesterskabet på alle tre underlag, og ingen vandt på både græs og grus. Chris Evert er den eneste spiller, der har vundet på to forskellige underlag, eftersom hun har vundet titlen på både grus og hardcourt.
I US National Championships med formatet med udfordringsrunder deler Elisabeth Moore og Molla Bjurstedt Mallory rekorden for flest singletitler med 4 (1896, 1901, 1903, 1905), mens Mallory sidder på rekorden for flest titler i træk, eftersom hun vandt alle sine fire i 1915-18. Efter afskaffelsen af udfordringsrunden (men inden indførelsen af US Open) er Helen Jacobs (1932–1935) indehaver af rekorden for flest titler i træk. Bjurstedt Mallorys har den ultimative rekord for flest vundne titler med otte titler i alt (1915–1918, 1920–1922, 1926), hvor de tre som nævnt er vundet som forsvarende mester i udfordringsrunden.
Efter omdannelsen til US Open i 1968, hvorefter professionelle spillere også kunne deltage, er Chris Everts fire titler vundet i 1975-1978 rekorden for flest titler i træk. Hun har også rekorden for flest vundne titler i alt i den åbne æra, idet hun har vundet mesterskabet seks gange (1975–1978, 1980, 1982), men hun deler den med Serena Williams, der ligeledes har sejret seks gange (1999, 2002, 2008, 2012–2014).
Damesingletitlen er i den åbne æra blevet vundet uden sættab af tolv forskellige spillere:
- Margaret Court i 1969.
- Billie Jean King i 1971 og 1972.
- Chris Evert i 1976, 1977 og 1978.
- Martina Navratilova i 1983 og 1987.
- Monica Seles i 1992.
- Steffi Graf i 1996
- Martina Hingis i 1997
- Lindsay Davenport i 1998
- Venus Williams i 2001
- Serena Williams i 2002, 2008 og 2014
- Justine Henin i 2007.
- Emma Raducanu i 2021.

## Finaler
| Forklaring                                          |
| --------------------------------------------------- |
| Normal turnering                                    |
| ‡ All comers-vinder og vinder i udfordringsrunden.  |
| † Forsvarende mester og vinder i udfordringsrunden. |
| ◊ All comers-vinder. Ingen udfordringsrunde.        |

Fra 1888 til 1918 var den forsvarende mester direkte kvalificeret til den afgørende kamp om mesterskabet, den såkaldte "udfordringsrunde", det efterfølgende år. De resterende deltagere spillede derfor først i den såkaldte "all comers-turnering" om retten til at møde den forsvarende mester i udfordringsrunden. I otte tilfælde blev vinderen af all comers-turneringen kåret som ny mester, fordi den forsvarende mester ikke stillede op i udfordringsrunden: 1893, 1899, 1900, 1905, 1906, 1907, 1912 og 1915.
Nedenfor er angivet vinderen, taberen og resultatet i den kamp, der afgjorde mesterskabet. I perioden fra 1888 til 1918 er det altså resultatet af udfordringsrunden, der er angivet, bortset fra de år, hvor den forsvarende mester ikke stillede op. I de tilfælde er resultatet af all comers-finalen anført.
| Damesinglefinaler i US National Championships 1887–1967 |                              |                              |                         |
| År                                                      | Mester                       | Finalist                     | Resultat                |
| 1887                                                    | Ellen Hansell (1)            | Laura Knight                 | 6–1, 6–0                |
| 1888                                                    | Bertha Townsend (1)‡         | Ellen Hansell                | 6–3, 6–5                |
| 1889                                                    | Bertha Townsend (2)†         | Lida Voorhees                | 7–5, 6–2                |
| 1890                                                    | Ellen Roosevelt (1)‡         | Bertha Townsend              | 6–2, 6–2                |
| 1891                                                    | Mabel Cahill (1)‡            | Ellen Roosevelt              | 6–4, 6–1, 4–6, 6–3      |
| 1892                                                    | Mabel Cahill (2)†            | Elisabeth Moore              | 5–7, 6–3, 6–4, 4–6, 6–2 |
| 1893                                                    | Aline Terry (1)◊             | Augusta Schultz              | 6–1, 6–3                |
| 1894                                                    | Helen Hellwig (1)‡           | Aline Terry                  | 7–5, 3–6, 6–0, 3–6, 6–3 |
| 1895                                                    | Juliette Atkinson (1)‡       | Helen Hellwig                | 6–4, 6–2, 6–1           |
| 1896                                                    | Elisabeth Moore (1)‡         | Juliette Atkinson            | 6–4, 4–6, 6–2, 6–2      |
| 1897                                                    | Juliette Atkinson (2)‡       | Elisabeth Moore              | 6–3, 6–3, 4–6, 3–6, 6–3 |
| 1898                                                    | Juliette Atkinson (3)†       | Marion Jones                 | 6–3, 5–7, 6–4, 2–6, 7–5 |
| 1899                                                    | Marion Jones (1)◊            | Maud Banks                   | 6–1, 6–1, 7–5           |
| 1900                                                    | Myrtle McAteer (1)◊          | Edith Parker                 | 6–2, 6–2, 6–0           |
| 1901                                                    | Elisabeth Moore (2)‡         | Myrtle McAteer               | 6–4, 3–6, 7–5, 2–6, 6–2 |
| 1902                                                    | Marion Jones (2)‡            | Elisabeth Moore              | 6–1, 1–0 opg.           |
| 1903                                                    | Elisabeth Moore (3)‡         | Marion Jones                 | 7–5, 8–6                |
| 1904                                                    | May Sutton (1)‡              | Elisabeth Moore              | 6–1, 6–2                |
| 1905                                                    | Elisabeth Moore (4)◊         | Helen Homans                 | 6–4, 5–7, 6–1           |
| 1906                                                    | Helen Homans (1)◊            | Maud Barger-Wallach          | 6–4, 6–3                |
| 1907                                                    | Evelyn Sears (1)◊            | Carrie Neely                 | 6–3, 6–2                |
| 1908                                                    | Maud Barger-Wallach (1)‡     | Evelyn Sears                 | 6–3, 1–6, 6–3           |
| 1909                                                    | Hazel Hotchkiss (1)‡         | Maud Barger-Wallach          | 6–0, 6–1                |
| 1910                                                    | Hazel Hotchkiss (2)†         | Louise Hammond Raymond       | 6–4, 6–2                |
| 1911                                                    | Hazel Hotchkiss (3)†         | Florence Sutton              | 8–10, 6–1, 9–7          |
| 1912                                                    | Mary Browne (1)◊             | Eleonora Sears               | 6–4, 6–2                |
| 1913                                                    | Mary Browne (2)†             | Dorothy Green                | 6–2, 7–5                |
| 1914                                                    | Mary Browne (2)†             | Marie Wagner                 | 6–2, 1–6, 6–1           |
| 1915                                                    | Molla Bjurstedt (1)◊         | Hazel Hotchkiss Wightman     | 4–6, 6–2, 6–0           |
| 1916                                                    | Molla Bjurstedt (2)†         | Louise Hammond Raymond       | 6–0, 6–1                |
| 1917                                                    | Molla Bjurstedt (3)†         | Marion Vanderhoef            | 4–6, 6–0, 6–2           |
| 1918                                                    | Molla Bjurstedt (4)†         | Eleanor Goss                 | 6–4, 6–3                |
| 1919                                                    | Hazel Hotchkiss Wightman (4) | Marion Zinderstein           | 6–1, 6–2                |
| 1920                                                    | Molla Mallory (5)            | Marion Zinderstein           | 6–3, 6–1                |
| 1921                                                    | Molla Mallory (6)            | Mary Browne                  | 4–6, 6–4, 6–2           |
| 1922                                                    | Molla Mallory (7)            | Helen Wills                  | 6–3, 6–1                |
| 1923                                                    | Helen Wills (1)              | Molla Mallory                | 6–2, 6–1                |
| 1924                                                    | Helen Wills (2)              | Molla Mallory                | 6–1, 6–3                |
| 1925                                                    | Helen Wills (3)              | Kitty McKane                 | 3–6, 6–0, 6–2           |
| 1926                                                    | Molla Mallory (8)            | Elizabeth Ryan               | 4–6, 6–4, 9–7           |
| 1927                                                    | Helen Wills (4)              | Betty Nuthall                | 6–1, 6–4                |
| 1928                                                    | Helen Wills (5)              | Helen Jacobs                 | 6–2, 6–1                |
| 1929                                                    | Helen Wills (6)              | Phoebe Holcroft Watson       | 6–4, 6–2                |
| 1930                                                    | Betty Nuthall Shoemaker (1)  | Anna McCune Harper           | 6–1, 6–4                |
| 1931                                                    | Helen Wills Moody (7)        | Eileen Bennett Whittingstall | 6–4, 6–1                |
| 1932                                                    | Helen Jacobs (1)             | Carolin Babcock Stark        | 6–2, 6–2                |
| 1933                                                    | Helen Jacobs (2)             | Helen Wills Moody            | 8–6, 3–6, 3–0 opg.      |
| 1934                                                    | Helen Jacobs (3)             | Sarah Palfrey                | 6–1, 6–4                |
| 1935                                                    | Helen Jacobs (4)             | Sarah Palfrey Fabyan         | 6–2, 6–4                |
| 1936                                                    | Alice Marble (1)             | Helen Jacobs                 | 4–6, 6–3, 6–2           |
| 1937                                                    | Anita Lizana (1)             | Jadwiga Jędrzejowska         | 6–4, 6–2                |
| 1938                                                    | Alice Marble (2)             | Nancye Wynne                 | 6–0, 6–3                |
| 1939                                                    | Alice Marble (3)             | Helen Jacobs                 | 6–0, 8–10, 6–4          |
| 1940                                                    | Alice Marble (4)             | Helen Jacobs                 | 6–2, 6–3                |
| 1941                                                    | Sarah Palfrey Cooke (1)      | Pauline Betz                 | 7–5, 6–2                |
| 1942                                                    | Pauline Betz (1)             | Louise Brough                | 4–6, 6–1, 6–4           |
| 1943                                                    | Pauline Betz (2)             | Louise Brough                | 6–3, 5–7, 6–3           |
| 1944                                                    | Pauline Betz (3)             | Margaret Osborne             | 6–3, 8–6                |
| 1945                                                    | Sarah Palfrey Cooke (2)      | Pauline Betz                 | 3–6, 8–6, 6–4           |
| 1946                                                    | Pauline Betz (4)             | Doris Hart                   | 11–9, 6–3               |
| 1947                                                    | Louise Brough (1)            | Margaret Osborne             | 8–6, 4–6, 6–1           |
| 1948                                                    | Margaret Osborne duPont (1)  | Louise Brough                | 4–6, 6–4, 15–13         |
| 1949                                                    | Margaret Osborne duPont (2)  | Doris Hart                   | 6–3, 6–1                |
| 1950                                                    | Margaret Osborne duPont (3)  | Doris Hart                   | 6–4, 6–3                |
| 1951                                                    | Maureen Connolly (1)         | Shirley Fry                  | 6–3, 1–6, 6–4           |
| 1952                                                    | Maureen Connolly (2)         | Doris Hart                   | 6–3, 7–5                |
| 1953                                                    | Maureen Connolly (3)         | Doris Hart                   | 6–2, 6–4                |
| 1954                                                    | Doris Hart (1)               | Louise Brough                | 6–8, 6–1, 8–6           |
| 1955                                                    | Doris Hart (2)               | Patricia Ward Hales          | 6–4, 6–2                |
| 1956                                                    | Shirley Fry Irvin (1)        | Althea Gibson                | 6–3, 6–4                |
| 1957                                                    | Althea Gibson (1)            | Louise Brough                | 6–3, 6–2                |
| 1958                                                    | Althea Gibson (2)            | Darlene Hard                 | 3–6, 6–1, 6–2           |
| 1959                                                    | Maria Bueno (1)              | Christine Truman             | 6–1, 6–4                |
| 1960                                                    | Darlene Hard (1)             | Maria Bueno                  | 6–4, 10–12, 6–4         |
| 1961                                                    | Darlene Hard (2)             | Ann Haydon                   | 6–3, 6–4                |
| 1962                                                    | Margaret Smith (1)           | Darlene Hard                 | 9–7, 6–4                |
| 1963                                                    | Maria Bueno (2)              | Margaret Smith               | 7–5, 6–4                |
| 1964                                                    | Maria Bueno (3)              | Carole Caldwell Graebner     | 6–1, 6–0                |
| 1965                                                    | Margaret Smith (2)           | Billie Jean Moffitt          | 8–6, 7–5                |
| 1966                                                    | Maria Bueno (4)              | Nancy Richey                 | 6–3, 6–1                |
| 1967                                                    | Billie Jean King (1)         | Ann Haydon Jones             | 11–9, 6–4               |
| Damesinglefinaler i US Open fra 1968                    |                              |                              |                         |
| År                                                      | Mester                       | Finalist                     | Resultat                |
| 1968                                                    | Virginia Wade (1)            | Billie Jean King             | 6–4, 6–2                |
| 1969                                                    | Margaret Court (3)           | Nancy Richey                 | 6–2, 6–2                |
| 1970                                                    | Margaret Court (4)           | Rosemary Casals              | 6–2, 2–6, 6–1           |
| 1971                                                    | Billie Jean King (2)         | Rosemary Casals              | 6–4, 7–6                |
| 1972                                                    | Billie Jean King (3)         | Kerry Melville               | 6–3, 7–5                |
| 1973                                                    | Margaret Court (5)           | Evonne Goolagong             | 7–6, 5–7, 6–2           |
| 1974                                                    | Billie Jean King (4)         | Evonne Goolagong             | 3–6, 6–3, 7–5           |
| 1975                                                    | Chris Evert (1)              | Evonne Cawley                | 5–7, 6–4, 6–2           |
| 1976                                                    | Chris Evert (2)              | Evonne Cawley                | 6–3, 6–0                |
| 1977                                                    | Chris Evert (3)              | Wendy Turnbull               | 7–6, 6–2                |
| 1978                                                    | Chris Evert (4)              | Pam Shriver                  | 7–5, 6–4                |
| 1979                                                    | Tracy Austin (1)             | Chris Evert                  | 6–4, 6–3                |
| 1980                                                    | Chris Evert (5)              | Hana Mandlíková              | 5–7, 6–1, 6–1           |
| 1981                                                    | Tracy Austin (2)             | Martina Navratilova          | 1–6, 7–6(4), 7–6(1)     |
| 1982                                                    | Chris Evert (6)              | Hana Mandlíková              | 6–3, 6–1                |
| 1983                                                    | Martina Navratilova (1)      | Chris Evert                  | 6–1, 6–3                |
| 1984                                                    | Martina Navratilova (2)      | Chris Evert                  | 4–6, 6–4, 6–4           |
| 1985                                                    | Hana Mandlíková (1)          | Martina Navratilova          | 7–6(3), 1–6, 7–6(2)     |
| 1986                                                    | Martina Navratilova (3)      | Helena Suková                | 6–3, 6–2                |
| 1987                                                    | Martina Navratilova (4)      | Steffi Graf                  | 7–6(4), 6–1             |
| 1988                                                    | Steffi Graf (1)              | Gabriela Sabatini            | 6–3, 3–6, 6–1           |
| 1989                                                    | Steffi Graf (2)              | Martina Navratilova          | 3–6, 7–5, 6–1           |
| 1990                                                    | Gabriela Sabatini (1)        | Steffi Graf                  | 6–2, 7–6(4)             |
| 1991                                                    | Monica Seles (1)             | Martina Navratilova          | 7–6(1), 6–1             |
| 1992                                                    | Monica Seles (2)             | Arantxa Sánchez Vicario      | 6–3, 6–3                |
| 1993                                                    | Steffi Graf (3)              | Helena Suková                | 6–3, 6–3                |
| 1994                                                    | Arantxa Sánchez Vicario (1)  | Steffi Graf                  | 1–6, 7–6(3), 6–4        |
| 1995                                                    | Steffi Graf (4)              | Monica Seles                 | 7–6(6), 0–6, 6–3        |
| 1996                                                    | Steffi Graf (5)              | Monica Seles                 | 7–5, 6–4                |
| 1997                                                    | Martina Hingis (1)           | Venus Williams               | 6–0, 6–4                |
| 1998                                                    | Lindsay Davenport (1)        | Martina Hingis               | 6–3, 7–5                |
| 1999                                                    | Serena Williams (1)          | Martina Hingis               | 6–3, 7–6(4)             |
| 2000                                                    | Venus Williams (1)           | Lindsay Davenport            | 6–4, 7–5                |
| 2001                                                    | Venus Williams (2)           | Serena Williams              | 6–2, 6–4                |
| 2002                                                    | Serena Williams (2)          | Venus Williams               | 6–4, 6–3                |
| 2003                                                    | Justine Henin (1)            | Kim Clijsters                | 7–5, 6–1                |
| 2004                                                    | Svetlana Kuznetsova (1)      | Jelena Dementjeva            | 6–3, 7–5                |
| 2005                                                    | Kim Clijsters (1)            | Mary Pierce                  | 6–3, 6–1                |
| 2006                                                    | Marija Sjarapova (1)         | Justine Henin                | 6–4, 6–4                |
| 2007                                                    | Justine Henin (2)            | Svetlana Kuznetsova          | 6–1, 6–3                |
| 2008                                                    | Serena Williams (3)          | Jelena Janković              | 6–4, 7–5                |
| 2009                                                    | Kim Clijsters (2)            | Caroline Wozniacki           | 7–5, 6–3                |
| 2010                                                    | Kim Clijsters (3)            | Vera Zvonarjova              | 6–2, 6–1                |
| 2011                                                    | Samantha Stosur (1)          | Serena Williams              | 6–2, 6–3                |
| 2012                                                    | Serena Williams (4)          | Viktorija Azarenka           | 6–2, 2–6, 7–5           |
| 2013                                                    | Serena Williams (5)          | Viktorija Azarenka           | 7–5, 6–7(6), 6–1        |
| 2014                                                    | Serena Williams (6)          | Caroline Wozniacki           | 6–3, 6–3                |
| 2015                                                    | Flavia Pennetta (1)          | Roberta Vinci                | 7–6(4), 6–2             |
| 2016                                                    | Angelique Kerber (1)         | Karolína Plíšková            | 6–3, 4–6, 6–4           |
| 2017                                                    | Sloane Stephens (1)          | Madison Keys                 | 6–3, 6–0                |
| 2018                                                    | Naomi Osaka (1)              | Serena Williams              | 6–2, 6–4                |
| 2019                                                    | Bianca Andreescu (1)         | Serena Williams              | 6–3, 7–5                |
| 2020                                                    | Naomi Osaka (2)              | Viktorija Azarenka           | 1–6, 6–3, 6–3           |
| 2021                                                    | Emma Raducanu (1)            | Leylah Fernandez             | 6–4, 6–3                |
| 2022                                                    | Iga Świątek (1)              | Ons Jabeur                   | 6–2, 7–6(5)             |
| 2023                                                    | Coco Gauff (1)               | Aryna Sabalenka              | 2–6, 6–3, 6–2           |
| 2024                                                    | Aryna Sabalenka (1)          | Jessica Pegula               | 7–5, 7–5                |

## Statistik

### Flest titler
Årstal i kursiv betyder, at spilleren forsvarede sin titel fra året før i "udfordringsrunden".
| Spiller                  | Amatøræra | Åben æra | Total | Årstal                                         |
| ------------------------ | --------- | -------- | ----- | ---------------------------------------------- |
| Molla Bjurstedt Mallory  | 8         | 0        | 8     | 1915, 1916, 1917, 1918, 1920, 1921, 1922, 1926 |
| Helen Wills Moody        | 7         | 0        | 7     | 1923, 1924, 1925, 1927, 1928, 1929, 1931       |
| Chris Evert              | 0         | 6        | 6     | 1975, 1976, 1977, 1978, 1980, 1982             |
| Serena Williams          | 0         | 6        | 6     | 1999, 2002, 2008, 2012, 2013, 2014             |
| Margaret Court           | 2         | 3        | 5     | 1962, 1965, 1969, 1970, 1973                   |
| Steffi Graf              | 0         | 5        | 5     | 1988, 1989, 1993, 1995, 1996                   |
| Pauline Betz Addie       | 4         | 0        | 4     | 1942, 1943, 1944, 1946                         |
| Maria Bueno              | 4         | 0        | 4     | 1959, 1963, 1964, 1966                         |
| Helen Jacobs             | 4         | 0        | 4     | 1932, 1933, 1934, 1935                         |
| Billie Jean King         | 1         | 3        | 4     | 1967, 1971, 1972, 1974                         |
| Alice Marble             | 4         | 0        | 4     | 1936, 1938, 1939, 1940                         |
| Elisabeth Moore          | 4         | 0        | 4     | 1896, 1901, 1903, 1905                         |
| Martina Navratilova      | 0         | 4        | 4     | 1983, 1984, 1986, 1987                         |
| Hazel Hotchkiss Wightman | 4         | 0        | 4     | 1909, 1910, 1911, 1919                         |
| Juliette Atkinson        | 3         | 0        | 3     | 1895, 1897, 1898                               |
| Maureen Connolly Brinker | 3         | 0        | 3     | 1951, 1952, 1953                               |
| Mary Browne              | 3         | 0        | 3     | 1912, 1913, 1914                               |
| Kim Clijsters            | 0         | 3        | 3     | 2005, 2009, 2010                               |
| Margaret Osborne duPont  | 3         | 0        | 3     | 1948, 1949, 1950                               |
| Tracy Austin             | 0         | 2        | 2     | 1979, 1981                                     |
| Mabel Cahill             | 2         | 0        | 2     | 1891, 1892                                     |
| Sarah Palfrey Cooke      | 2         | 0        | 2     | 1941, 1945                                     |
| Althea Gibson            | 2         | 0        | 2     | 1957, 1958                                     |
| Darlene Hard             | 2         | 0        | 2     | 1960, 1961                                     |
| Doris Hart               | 2         | 0        | 2     | 1954, 1955                                     |
| Justine Henin            | 0         | 2        | 2     | 2003, 2007                                     |
| Marion Jones             | 2         | 0        | 2     | 1899, 1902                                     |
| Naomi Osaka              | 0         | 2        | 2     | 2018, 2020                                     |
| Monica Seles             | 0         | 2        | 2     | 1991, 1992                                     |
| Bertha Townsend          | 2         | 0        | 2     | 1888, 1889                                     |
| Venus Williams           | 0         | 2        | 2     | 2000, 2001                                     |